# Isodendrion laurifolium
Isodendrion laurifolium är en violväxtart som beskrevs av Asa Gray. Isodendrion laurifolium ingår i släktet Isodendrion och familjen violväxter. Inga underarter finns listade i Catalogue of Life.